# Fraser-Plateau
Das Fraser-Plateau umfasst den nördlichen Teil des Interior Plateaus in der kanadischen Provinz British Columbia. Das Interior Plateau wird dabei südlich des Thompson River durch das Thompson-Plateau fortgesetzt. Nach Osten wird das Plateau durch die Gebirgsketten der Monashee Mountains und der Cariboo Mountains begrenzt, nördlich schließen die Omineca Mountains und die Cassiar Mountains das Plateau ab. Von der Küste wird es durch die Hazelton Mountains und die Coast Mountains getrennt.
Das Fraser-Plateau wird regelmäßig noch weiter unterteilt in:
- Chilcotin-Plateau (begrenzt durch Blackwater River, Fraser River und Coast Mountains)
- Cariboo-Plateau (begrenzt durch Fraser River, Cariboo Mountains und North Thompson River)
- Nechako-Plateau (begrenzt durch Blackwater River, Fraser River, die Omineca Mountains und die Cassiar Mountains)